# Connotations – Journal for Critical Debate
Connotations – Journal for Critical Debate ist eine literaturwissenschaftliche Zeitschrift der Connotations Society for Critical Debate und erscheint zweimal jährlich. Die Publikationssprache ist Englisch.

## Ziele und Inhalte
Die Zeitschrift Connotations hat das Ziel den Austausch zwischen Wissenschaftlern zu fördern, die britische Literatur des Mittelalters bis in die Moderne sowie amerikanische und andere englischsprachige Literatur erforschen. Aus historischer Perspektive wird die semantische und stilistische Energie der englischen Sprache in der Literatur in Augenschein genommen. Dabei werden verschiedene Forschungsansätze präsentiert. Neben den Hauptartikeln beinhaltet jede Ausgabe der Connotations ein umfangreiches Diskussionsforum.
In diesem werden zum Beispiel noch laufende Forschungsprojekte oder kritische Hypothesen besprochen sowie Reaktionen auf aktuelle Bücher und Artikel, die in der Connotations oder anderweitig erschienen sind, wiedergegeben.